# Elizaveta, Bălți
Elizaveta este un sat din componența Municipiului Bălți, Republica Moldova.  Se află la distanța de 11 km față de Bălți și 120 km de Chișinău.

## Geografie
Suprafața totală a comunei constituie 2667 ha.

## Istorie
Satul Elizaveta a fost întemeiat pe moșia boierului Catargiu în anul 1846. În perioada țaristă făcea parte din județul Bălți (până în 1887 județul Iași), volostea Slobozia-Bălți. 
În anul 1859 în Elizaveta erau 64 gospodării, 238 bărbați și 202 femei.
În anul 1870 în satul Elizaveta au fost înregistrați 123 de gospodării, 256 bărbați și 251 femei, 58 cai, 356 de vite, și 472 de caprine și ovine. Peste cinci ani, în 1875, au fost consemnate 126 de gospodării, 722 bărbați și 314 femei, 108 cai, 376 vite, 472 caprine și ovine.
În 1902 în Elizaveta erau 135 case, avea o populație de 1057 persoane. Țăranii posedă pământ de împroprietărire 1120 desetine. Proprietarul satului era Catargi.

### În componența României Mari
Informații suplimentare: Unirea Basarabiei cu Româniași Basarabia în cadrul României Mari
Conforma datelor statistice din Dicționarul Geografic al Basarabiei din 1923, în satul Elisaveta au fost estimate 500 de clădiri. Populația a fost alcătuită din 522 bărbați și 495 femei. Din punct de vedere economic activa o cooperativă agricolă. Autoritățile locale erau reprezentate de primărie și oficiul poștal.
În Anuarul din 1924, numărul de locuitori ai satului Elisavetovca este de 234 persoane. Personalul administrativ al satului era reprezentat de primarul Teodor Podgurchi. În domeniul deservirii populației active o cârciumă (Lazăr Schlafer), 1 cizmar (Nicolae Matei).
La recensământul general al populației din 1930 au fost numărați 1411 de locuitori, inclusiv: români – 1365 persoane; ruși - 22 persoană; ucraineni – 2 persoane; evrei – 20 persoane; greci – 2 persoane; găgăuzi - 6 persoane și 9 locuitori de etnie țigănească. Limba română, în calitate de limba maternă, și-au declarat 1917 persoane; limba rusă – 3 peroane; limba bulgară - 9 persoane; limba greacă – 2 persoane:, limba turcă/tătară  – 4 persoane și 9 persoane vorbitoare de limbă țigănească.

### În perioada sovietică
Informații suplimentare: Republica Sovietică Socialistă Moldovenească
În anul 1961 este deschisă prima școală din localitate, iar în 1972 și grădinița.

## Administrație și politică
Primarul satului este Simion Magnet (Partidul Acțiune și Solidaritate), reales în noiembrie 2023.
Componența Consiliului local Elizaveta (13 consilieri), ales la 5 noiembrie 2023, este următoarea:
|  | Partid                                       | Consilieri | Componență | Componență | Componență | Componență | Componență | Componență |
|  | -------------------------------------------- | ---------- | ---------- | ---------- | ---------- | ---------- | ---------- | ---------- |
|  | Partidul Acțiune și Solidaritate             | 6          |            |            |            |            |            |            |
|  | Partidul Nostru                              | 3          |            |            |            |            |            |            |
|  | Candidat independent VALENTIN BOTNARI        | 1          |            |            |            |            |            |            |
|  | Candidat independent ALEXANDRU TUDOR         | 1          |            |            |            |            |            |            |
|  | Partidul Socialiștilor din Republica Moldova | 1          |            |            |            |            |            |            |
|  | Candidat independent VALERIU ȘARGU           | 1          |            |            |            |            |            |            |

## Populație
Români (98,2%)
     Ruși (1%)
     Alte etnii (0,8%)
| An   | Populație |
| ---- | --------- |
| 1859 | 440       |
| 1870 | 507       |
| 1875 | 636       |
| 1923 | 1,017     |
| 1930 | 1,601     |
| 1941 | 1,411     |
| 1989 | 3,090     |
| 2004 | 3,523     |
| 2014 | 3,221     |

La recensământul populației din 2004 au fost înregistrați 3.523 de locuitori, inclusiv 1723 bărbați (48,91%) și 1800 femei (51.09%). Elizaveta este o localitate mononațională, predomină populația băștinașă: moldoveni și români - 3460 persoane; ruși - 38 persoane, ucraineni - 23 persoane, un evreu și o persoană aparține altor etnii.

## Social
În 2004 au fost înregistrate 1012 gospodării casnice, mărimea medie a unei gospodării era de 3,5 persoane. Satul dispune de grădiniță, gimnaziu, muzeu, Casa de cultură. La Gimnaziul nr. 19 din localitate activează 25 de cadre didactice și este frecventată de circa 300 de elevi. Grădinița „Soarele”este frecventată de 150 copii cu vârsta cuprinsă între 2-7 ani. În cadrul Primăriei activează 15 angajați. 

## Economie
Pe teritoriul satul activează circa 20 agenți economici.